# Jeanneke Pis

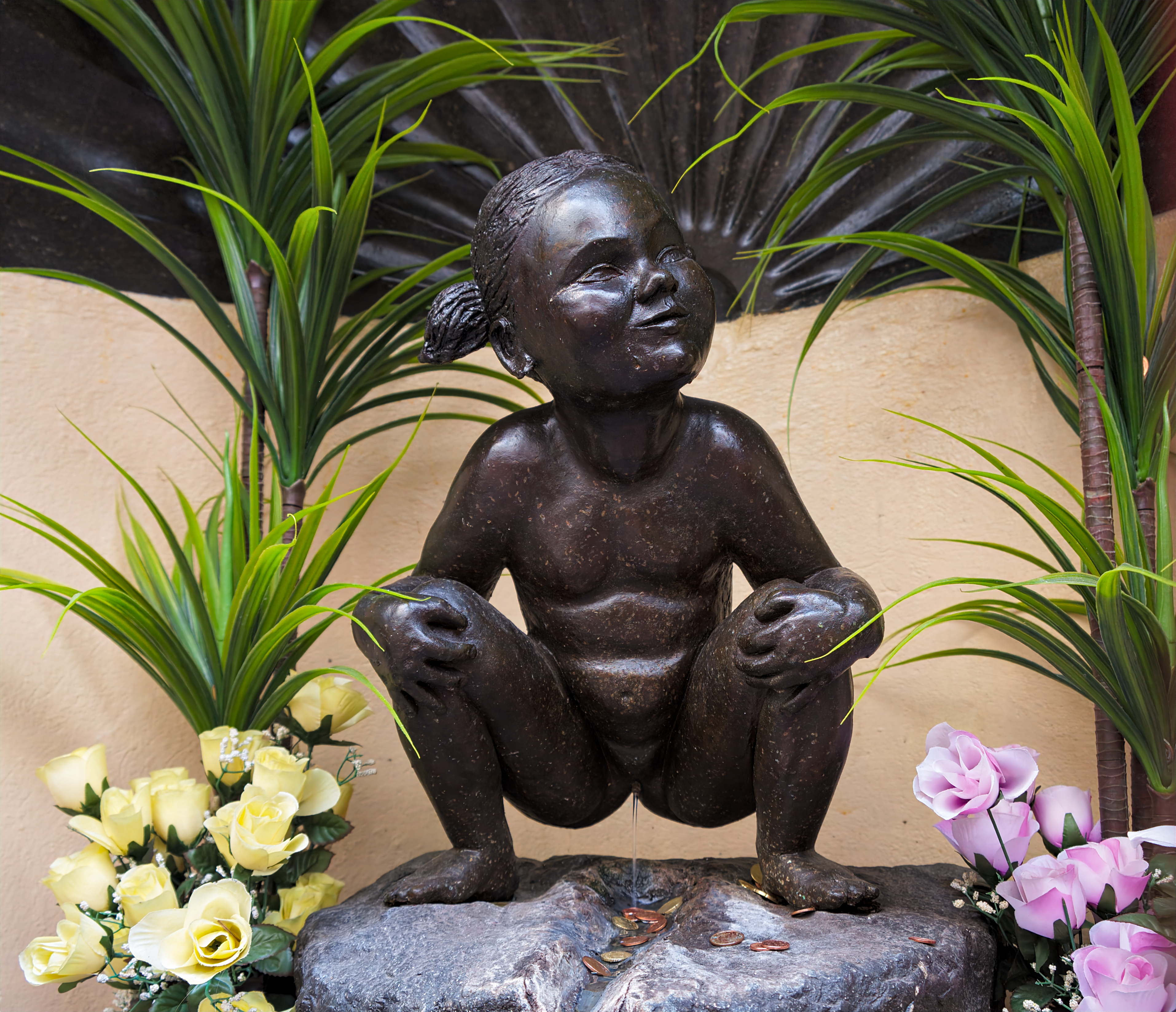
Statyn ”Jeanneke Pis”

Jeanneke Pis (bokstavligen "Liten flicka som kissar" på lokal dialekt talad i Bryssel) är en fontän och en bronsskulptur i Bryssel. Skulpturen finns i stadsdelen Vijfhoek och avtäcktes 1987.

## Skulpturen
Skulpturen är en cirka 50 centimeter hög bronsstaty och föreställer en liten flicka. Den skapades 1985 av belgiske Denis-Adrien Debouvrie och avtäcktes i juni 1987.
Skulpturen står vid den östra sidan av Impasse de la Fidélité / Getrouwheidsgang (mellan nr 10 och nr 12) , en smal återvändsgränd vid Rue des Bouchers / Beenhouwersstraat nära Grand-Place / Grote Markt i området Îlot Sacré. Mittemot ligger den från Guinness Rekordbok kända nöjeslokalen Délirium Café.
Skulpturen har sina motsvarigheter (pendant) i mansskulpturen Manneken Pis (avtäckt 1619) och i hundskulpturen Zinneke Pis (avtäckt 1998). Konstverket betraktas som kontroversiellt och omnämns sällan i turistbroschyrer.